# Burg Reichwalde
Die Burg Reichwalde ist eine abgegangene Wasserburg auf der Gemarkung des Dorfes Reichwalde, eines heutigen Ortsteils der Gemeinde Bersteland im Landkreis Dahme-Spreewald in Brandenburg. Die Burg war Sitz der Adelsherrschaft Reichwalde.

## Geschichte
Die Burg lag auf einer Anhöhe, etwa 300 Meter nördlich der heutigen Dorfmitte Reichwaldes zwischen der Berste und der Straße nach Freiwalde. Erstmals wurde sie im Jahr 1301 als castrum Richenwalde urkundlich erwähnt, ist aber vermutlich wesentlich älter. Errichtet wurde sie während des 12. oder 13. Jahrhunderts auf einem von Sümpfen umgebenen slawischen Burgwall. Zu der Burg gehörte auch ein Hof.
1345 war die Burg Reichwalde im Besitz eines Johann von Strel. Im Jahr 1363 belehnte der brandenburgische Markgraf Ludwig der Römer Botho von Torgau, Reinhard von Strehle und Dietrich von Torgau mit den Herrschaften Beeskow und Storkow sowie den Höfen der Burg Reichwalde und der Märkisch Buchholz. 1377 kamen erstmals die Herren von Bieberstein in den Mitbesitz der Burg Reichwalde, jedoch wurde die Burg Reichwalde 1381 an einen Anselm von Ronow verkauft.
1384 belehnte König Wenzel Hans und Ulrich von Bieberstein formell mit der Herrschaft Reichwalde. Am 26. April 1414 verkaufte Johann von Bieberstein die Herrschaft Reichwalde an die Stadt Luckau. Dabei wurde dem Rat der Stadt die Erlaubnis erteilt, die nicht mehr benötigte Burg niederzubrennen, damit diese von Wegelagern nicht als Unterschlupf genutzt werden konnte. Von der Burg sind keine Reste mehr erhalten. Bei archäologischen Grabungen wurden grobe, blaugraue Scherben von Gefäßen gefunden, die noch in der Burg Reichwalde genutzt wurden.